# 棘双顶虫
棘双顶虫（学名：Amphitholus acanthometra）为圆顶虫科双顶虫属的动物。分布于南太平洋，包括东海等海域。